# Diego Perotti
Diego Perotti Almeira (Moreno, 26 luglio 1988) è un calciatore argentino, centrocampista o attaccante del Vesta.

## Caratteristiche tecniche
(Stefano Sorrentino, riferendosi ai rigori di Perotti)
Gioca prevalentemente come esterno d'attacco sinistro, ma si destreggia anche come trequartista, seconda punta o da falso centravanti. La velocità e il dribbling sono le sue caratteristiche peculiari, doti che da piccolo gli hanno valso il soprannome El Monito (in italiano La Scimmietta). È inoltre un ottimo rigorista.

## Carriera

### Club

#### Le esperienze in Argentina e Spagna
Figlio d'arte (suo padre Hugo fu anch'egli un calciatore), cresce inizialmente nelle giovanili del Boca Juniors ma ben presto si trasferisce al Deportivo Morón dove debutta in prima squadra nel 2006.
Nell'estate del 2007 Diego si trasferisce al Siviglia e viene aggregato al Siviglia B con cui gioca fino al 2009. Il 15 febbraio 2009 esordisce in prima squadra, giocando gli ultimi 15 minuti di Siviglia-Espanyol (partita vinta 2-0 dagli andalusi). Il 23 maggio 2009 segna il suo primo gol con la maglia del Siviglia: al 90º Diego sigla contro il Deportivo La Coruña il gol della vittoria per la sua squadra, dando così al Siviglia l'accesso matematico alla fase a gironi della Champions League.

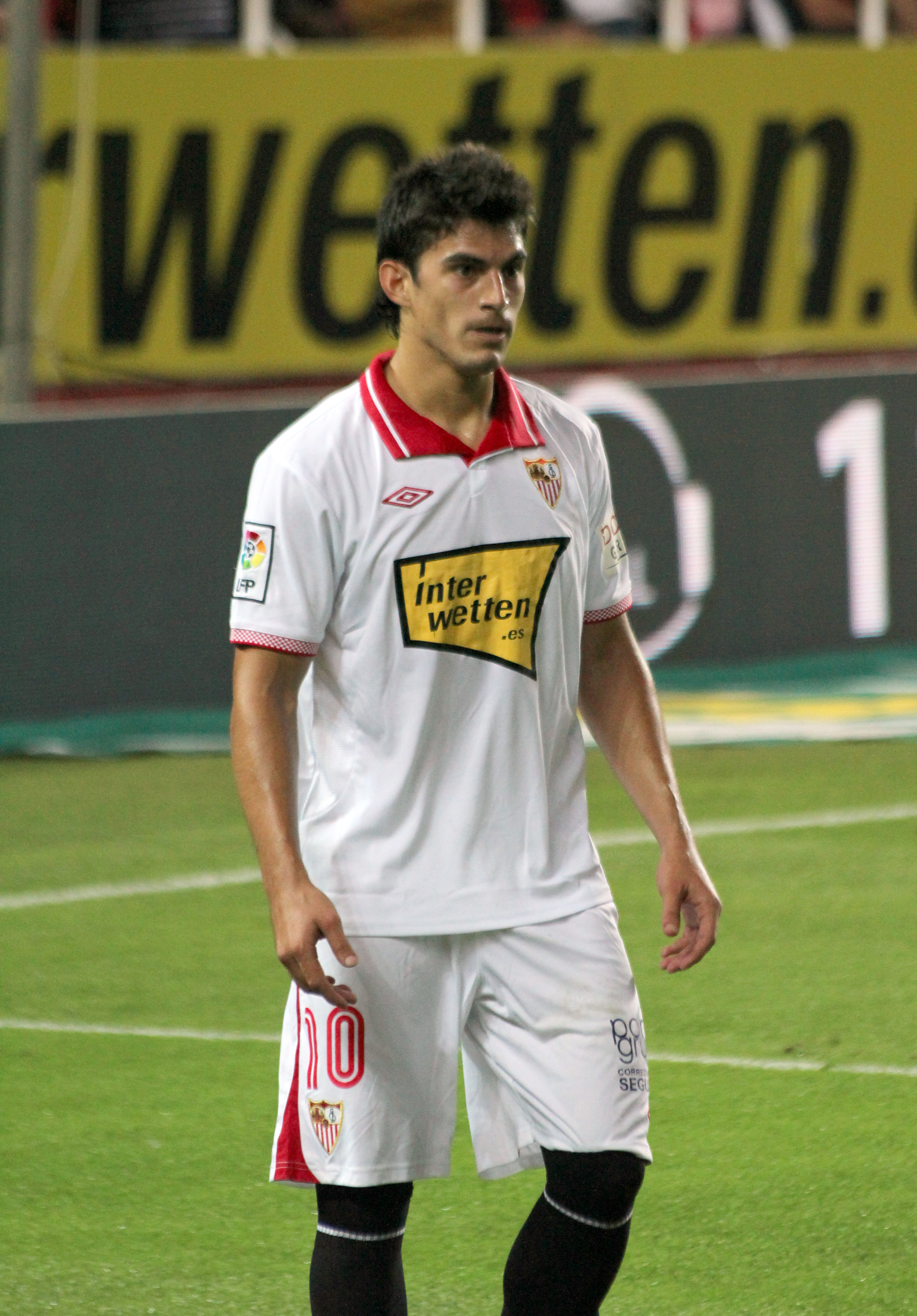
Perotti con la maglia del Siviglia nel 2012

Il 16 marzo 2010 marca la sua prima rete in Champions League nella gara di ritorno degli ottavi di finale tra Siviglia e CSKA Mosca. Al termine di questa stagione conquista con la squadra la Coppa del Re. La stagione successiva la gioca da protagonista, sia in campionato, dove col Siviglia arriva 5º nella Liga, sia in Europa, prima nei preliminari di Champions League e poi in Europa League.
Negli anni successivi, tormentato dagli infortuni, gioca poco e in accordo con la società decide di fare ritorno in Argentina. Il 4 febbraio 2014 si trasferisce in prestito al Boca Juniors. Fa il suo esordio con la maglia degli xeneizes il 23 febbraio in occasione della vittoria casalinga contro l'Estudiantes. A causa di un infortunio chiude questa parentesi argentina con appena 2 presenze e 0 gol.

#### Genoa
Il 30 giugno 2014 effettua a Genova le visite mediche, in attesa di firmare il contratto che lo legherà alla squadra italiana del Genoa. Il successivo 2 luglio viene annunciato il suo trasferimento, e firma per la squadra rossoblù un contratto quadriennale. Il 30 luglio, in occasione dell'amichevole tra Genoa e Savona terminata 3-1, segna la sua prima rete in Italia. Gioca la sua prima partita ufficiale con la maglia rossoblù il 24 agosto nella gara, valevole per il terzo turno preliminare della Coppa Italia, vinta in trasferta 1-0 sul Lanciano.
Il suo esordio in campionato avviene il successivo 31 agosto, alla prima giornata, nella gara interna contro il Napoli. Segna il suo primo gol in serie A il 5 ottobre 2014, firmando il momentaneo 1-0 nella partita vinta 2-1 dal Genoa contro il Parma al Tardini. Il 9 febbraio 2015 segna il gol della vittoria esterna per 1-0 contro la Lazio. Conclude la sua stagione il 27 aprile, quando si evidenzia che il calciatore argentino, infortunatosi il giorno precedente in occasione del match vinto 3-1 contro il Cesena, ha subito una lesione di secondo grado della giunzione miotendinea dei flessori, con interessamento del bicipite femorale e del muscolo semitendinoso.

#### Roma
Il 1º febbraio 2016 la Roma comunica di aver ingaggiato il calciatore tramite un contratto a titolo temporaneo, fino al 30 giugno 2017 a fronte di un corrispettivo di 1 milione di euro. L'accordo, tra la Roma e il Genoa, prevede inoltre il diritto di opzione per l'acquisizione a titolo definitivo, a decorrere dalla stagione sportiva 2017-2018, e condizionato al verificarsi di determinate situazioni sportive, per un valore di 9 milioni di euro. Realizza la sua prima rete giallorossa il 7 febbraio, nella vittoria casalinga per 2-1 sulla Sampdoria. Il 29 febbraio 2016 la Roma annuncia il riscatto, poiché si sono verificate le determinate situazioni sportive contemplate nel contratto. Il 3 aprile 2016 segna il suo primo gol nel derby di Roma, realizzando l'ultima rete della propria squadra nella vittoria per 4-1 contro la Lazio.
Nella nuova stagione realizza una doppietta su calcio di rigore, la prima in giallorosso, alla prima di campionato il 20 agosto 2016 in casa contro l'Udinese.
Il 15 settembre segna il suo primo gol nelle coppe europee dal dischetto contro il Viktoria Plzen nella fase a gironi di Europa League. Il 28 maggio 2017, nel giorno dell'addio al calcio del capitano Francesco Totti, segna al 90' il gol vittoria contro il Genoa, sua ex squadra, che porta i giallorossi a terminare il campionato in seconda posizione e partecipare direttamente ai gironi della fase finale di Champions League 2017-2018.

Perotti alla Roma nel 2018

Nella stagione seguente, il 31 ottobre 2017, segna il suo primo gol in Champions League con la maglia della Roma, nella gara interna vinta per 3-0 contro il Chelsea. Il 5 dicembre, un suo gol decide la gara contro il Qarabağ (1-0), garantendo alla squadra giallorossa la qualificazione da primo posto nel girone agli ottavi di Champions League.
Nonostante i molteplici infortuni che ne pregiudicano la condizione fisica nella stagione 2018-2019, il 2 dicembre 2018, subentrando a Nicolò Zaniolo nel match di campionato contro l'Inter, Perotti timbra la sua centesima presenza di sempre con i giallorossi.

#### Fenerbahçe
Il 5 ottobre 2020 Perotti passa a titolo gratuito ai turchi del Fenerbahçe, con i quali sigla un accordo biennale con opzione per il terzo anno. Segna 3 gol nelle prime 4 partite disputate fino a fine novembre quando si infortuna a un ginocchio terminando anzitempo la stagione. Il 1º settembre 2021 si svincola dal club turco.

#### Salernitana e ritiro
Ripresosi dall'infortunio, il 2 febbraio 2022, firma un contratto fino al 30 giugno 2022 con la Salernitana, scegliendo di indossare la maglia numero 88. Fa il suo esordio con i campani il 7 febbraio 2022, nel pareggio 2-2 con lo Spezia, subentrando a Kastanos. Al termine della stagione, dopo sei mesi senza aver lasciato il segno in granata, si svincola lasciando il club campano.
Il 12 settembre 2024, dopo due anni senza squadra, Perotti annuncia ufficialmente il proprio ritiro dal calcio giocato, all'età di 36 anni.
E se per qualsiasi motivo non dovesse più funzionare, semplicemente ti guarderò e sorriderò per tutti i momenti che abbiamo vissuto insieme. Grazie mille Pelota, non dimenticarmi, ti amo moltissimo»
(Diego Perotti, attraverso un post via Instagram)

#### Dilettantismo
Nell'aprile del 2025 firma per il Vesta, società con sede a Fonte Nuova militante nella Prima Categoria laziale, con la quale debutta il 27 dello stesso mese nella sconfitta interna contro l'Alba Cittareale Alto Lazio (1-2).

### Nazionale
Dopo aver preso parte al Torneo di Tolone con la nazionale Under-20, il 14 novembre 2009 viene convocato dal CT della nazionale argentina Diego Armando Maradona per un'amichevole contro la Spagna. In questa occasione fa il suo esordio all'83º subentrando a Lionel Messi. Nell'ottobre 2017, dopo più di sei anni dall'ultima partita, torna in nazionale venendo convocato dal CT. Jorge Sampaoli per le due amichevoli in programma l'11 e il 14 novembre, rispettivamente contro Russia e Nigeria.

## Statistiche

### Presenze e reti nei club
Statistiche aggiornate al 22 maggio 2022.
| Stagione                 | Squadra                  | Campionato               | Campionato | Campionato | Coppe nazionali | Coppe nazionali | Coppe nazionali | Coppe continentali | Coppe continentali | Coppe continentali | Altre coppe | Altre coppe | Altre coppe | Totale | Totale |
| Stagione                 | Squadra                  | Comp                     | Pres       | Reti       | Comp            | Pres            | Reti            | Comp               | Pres               | Reti               | Comp        | Pres        | Reti        | Pres   | Reti   |
| ------------------------ | ------------------------ | ------------------------ | ---------- | ---------- | --------------- | --------------- | --------------- | ------------------ | ------------------ | ------------------ | ----------- | ----------- | ----------- | ------ | ------ |
| 2006-2007                | Deportivo Morón          | PB                       | 34         | 5          | -               | -               | -               | -                  | -                  | -                  | -           | -           | -           | 34     | 5      |
| 2007-2008                | Siviglia Atlético        | SD                       | 32         | 1          | -               | -               | -               | -                  | -                  | -                  | -           | -           | -           | 32     | 1      |
| 2008-2009                | Siviglia Atlético        | SD                       | 20         | 2          | -               | -               | -               | -                  | -                  | -                  | -           | -           | -           | 20     | 2      |
| Totale Siviglia Atlético | Totale Siviglia Atlético | Totale Siviglia Atlético | 52         | 3          |                 | -               | -               |                    | -                  | -                  |             | -           | -           | 52     | 3      |
| 2008-2009                | Siviglia                 | PD                       | 14         | 1          | CR              | 0               | 0               | -                  | -                  | -                  | -           | -           | -           | 14     | 1      |
| 2009-2010                | Siviglia                 | PD                       | 28         | 4          | CR              | 7               | 0               | UCL                | 6                  | 1                  | -           | -           | -           | 41     | 5      |
| 2010-2011                | Siviglia                 | PD                       | 31         | 3          | CR              | 5               | 1               | UCL+UEL            | 2+8                | 0+0                | SS          | 2           | 0           | 48     | 4      |
| 2011-2012                | Siviglia                 | PD                       | 16         | 0          | CR              | 1               | 0               | UEL                | 2                  | 0                  | -           | -           | -           | 19     | 0      |
| 2012-2013                | Siviglia                 | PD                       | 18         | 0          | CR              | 2               | 1               | -                  | -                  | -                  | -           | -           | -           | 20     | 1      |
| 2013-2014                | Siviglia                 | PD                       | 10         | 1          | CR              | 1               | 0               | UEL                | 1+7                | 1+3                | -           | -           | -           | 19     | 5      |
| Totale Siviglia          | Totale Siviglia          | Totale Siviglia          | 117        | 9          |                 | 16              | 2               |                    | 26                 | 5                  |             | 2           | 0           | 161    | 16     |
| 2014                     | Boca Juniors             | PD                       | 2          | 0          | -               | -               | -               | -                  | -                  | -                  | -           | -           | -           | 2      | 0      |
| 2014-2015                | Genoa                    | A                        | 27         | 4          | CI              | 1               | 0               | -                  | -                  | -                  | -           | -           | -           | 28     | 4      |
| 2015-gen. 2016           | Genoa                    | A                        | 16         | 1          | CI              | 1               | 0               | -                  | -                  | -                  | -           | -           | -           | 17     | 1      |
| Totale Genoa             | Totale Genoa             | Totale Genoa             | 43         | 5          |                 | 2               | 0               |                    | -                  | -                  |             | -           | -           | 45     | 5      |
| gen.-giu. 2016           | Roma                     | A                        | 15         | 3          | CI              | 0               | 0               | UCL                | 2                  | 0                  | -           | -           | -           | 17     | 3      |
| 2016-2017                | Roma                     | A                        | 32         | 8          | CI              | 4               | 0               | UCL+UEL            | 2+7                | 0+2                | -           | -           | -           | 45     | 10     |
| 2017-2018                | Roma                     | A                        | 25         | 5          | CI              | 1               | 0               | UCL                | 9                  | 3                  | -           | -           | -           | 35     | 8      |
| 2018-2019                | Roma                     | A                        | 13         | 5          | CI              | 0               | 0               | UCL                | 2                  | 0                  | -           | -           | -           | 15     | 5      |
| 2019-2020                | Roma                     | A                        | 21         | 5          | CI              | 1               | 0               | UEL                | 4                  | 1                  | -           | -           | -           | 26     | 6      |
| Totale Roma              | Totale Roma              | Totale Roma              | 106        | 26         |                 | 6               | 0               |                    | 26                 | 6                  |             | -           | -           | 138    | 32     |
| ott. 2020-giu. 2021      | Fenerbahçe               | SL                       | 4          | 3          | TK              | 0               | 0               | -                  | -                  | -                  | -           | -           | -           | 4      | 3      |
| feb.-giu. 2022           | Salernitana              | A                        | 11         | 0          | CI              | -               | -               | -                  | -                  | -                  | -           | -           | -           | 11     | 0      |
| Totale carriera          | Totale carriera          | Totale carriera          | 369        | 51         |                 | 24              | 2               |                    | 52                 | 11                 |             | 2           | 0           | 447    | 64     |

### Cronologia presenze e reti in nazionale
| Cronologia completa delle presenze e delle reti in nazionale ― Argentina | Cronologia completa delle presenze e delle reti in nazionale ― Argentina | Cronologia completa delle presenze e delle reti in nazionale ― Argentina | Cronologia completa delle presenze e delle reti in nazionale ― Argentina | Cronologia completa delle presenze e delle reti in nazionale ― Argentina | Cronologia completa delle presenze e delle reti in nazionale ― Argentina | Cronologia completa delle presenze e delle reti in nazionale ― Argentina | Cronologia completa delle presenze e delle reti in nazionale ― Argentina |
| Data                                                                     | Città                                                                    | In casa                                                                  | Risultato                                                                | Ospiti                                                                   | Competizione                                                             | Reti                                                                     | Note                                                                     |
| ------------------------------------------------------------------------ | ------------------------------------------------------------------------ | ------------------------------------------------------------------------ | ------------------------------------------------------------------------ | ------------------------------------------------------------------------ | ------------------------------------------------------------------------ | ------------------------------------------------------------------------ | ------------------------------------------------------------------------ |
| 14-11-2009                                                               | Madrid                                                                   | Spagna                                                                   | 2 – 1                                                                    | Argentina                                                                | Amichevole                                                               | -                                                                        | 83’                                                                      |
| 1-6-2011                                                                 | Abuja                                                                    | Nigeria                                                                  | 4 – 1                                                                    | Argentina                                                                | Amichevole                                                               | -                                                                        | 69’                                                                      |
| 11-11-2017                                                               | Mosca                                                                    | Russia                                                                   | 0 – 1                                                                    | Argentina                                                                | Amichevole                                                               | -                                                                        | 75’                                                                      |
| 14-11-2017                                                               | Krasnodar                                                                | Argentina                                                                | 2 – 4                                                                    | Nigeria                                                                  | Amichevole                                                               | -                                                                        | 77’                                                                      |
| 23-3-2018                                                                | Manchester                                                               | Argentina                                                                | 2 – 0                                                                    | Italia                                                                   | Amichevole                                                               | -                                                                        | 64’                                                                      |
| Totale                                                                   |                                                                          | Presenze                                                                 | 5                                                                        |                                                                          | Reti                                                                     | 0                                                                        |                                                                          |

| Cronologia completa delle presenze e delle reti in nazionale ― Argentina under 20 | Cronologia completa delle presenze e delle reti in nazionale ― Argentina under 20 | Cronologia completa delle presenze e delle reti in nazionale ― Argentina under 20 | Cronologia completa delle presenze e delle reti in nazionale ― Argentina under 20 | Cronologia completa delle presenze e delle reti in nazionale ― Argentina under 20 | Cronologia completa delle presenze e delle reti in nazionale ― Argentina under 20 | Cronologia completa delle presenze e delle reti in nazionale ― Argentina under 20 | Cronologia completa delle presenze e delle reti in nazionale ― Argentina under 20 |
| Data                                                                              | Città                                                                             | In casa                                                                           | Risultato                                                                         | Ospiti                                                                            | Competizione                                                                      | Reti                                                                              | Note                                                                              |
| --------------------------------------------------------------------------------- | --------------------------------------------------------------------------------- | --------------------------------------------------------------------------------- | --------------------------------------------------------------------------------- | --------------------------------------------------------------------------------- | --------------------------------------------------------------------------------- | --------------------------------------------------------------------------------- | --------------------------------------------------------------------------------- |
| 3-6-2009                                                                          | Tolone                                                                            | Argentina under 20                                                                | 4 – 0                                                                             | Paesi Bassi Under-20                                                              | Torneo di Tolone 2009 - 1º Turno                                                  | 1                                                                                 | -                                                                                 |
| 5-6-2009                                                                          | La Seyne-sur-Mer                                                                  | Argentina under 20                                                                | 3 – 2                                                                             | Egitto Under-20                                                                   | Torneo di Tolone 2009 - 1º Turno                                                  | -                                                                                 | -                                                                                 |
| Totale                                                                            |                                                                                   | Presenze                                                                          | 2                                                                                 |                                                                                   | Reti                                                                              | 1                                                                                 |                                                                                   |

## Palmarès

### Club

#### Competizioni nazionali
- Coppa di Spagna: 1

Siviglia: 2009-2010